# Martha Gabriela Gaxiola Cortés
Martha Gabriela Gaxiola Cortés (Ciudad de México, 24 de febrero de 1957) es una bióloga e investigadora mexicana. Es profesora en el Departamento de Manejo de Zonas Costeras de la Facultad de Ciencias en la Universidad Nacional Autónoma de México (UNAM) ubicada en Sisal, Yucatán. Además es miembro de Sistema Nacional de Investigadores nivel III. Sus principales líneas de investigación se enfocan en la nutrición de organismos acuáticos. Su trabajo científico y sus labores en el área de difusión de la ciencia la han llevado a recibir varios premios y reconocimientos.

## Trayectoria
Desde la infancia sintió una pasión por la enseñanza y la ciencia por lo que desde sus estudios de bachillerato decidió comenzar a especializarse en el área de la biología. Obtuvo el grado de bióloga por la Facultad de Ciencias, UNAM en 1986. Posteriormente, realizó una maestría en Ciencias Biológicas en la Facultad de Biología, en la Universidad de La Habana, Cuba en 1991. En 1994 obtuvo el doctorado en Ciencias en la Facultad de Ciencias, UNAM. Posteriormente realizó una estancia posdoctoral en la Estación de Biología Marina de Caoncarneau, Francia, trabajando en temas de bioquímica de la nutrición.
Desde 1983 comenzó a impartir clases de biología en distintas instituciones educativas. A partir del año 2000 comenzó a laborar como docente de la UNAM donde llegó a convertirse en profesora de tiempo completo y donde imparte el curso de Ecología alimentaria y nutrición de organismos marinos. Desde enero de 2013 fue reconocida como Profesora Titular C de tiempo completo en la Unidad Multidisciplinaria de Docencia e Investigación del Sisal de la Facultad de Ciencias de la UNAM.

## Líneas de investigación
Cuenta con especialidad en nutrición de organismos acuáticos, y sus líneas de investigación se centran principalmente en:
- Estudios de requerimientos nutricionales de organismos acuáticos
- Bioenergética de organismos acuáticos
- Bioquímica de la digestión de organismos acuáticos
- Nutrigenómica de camarón

A lo largo de su carrera se ha enfocado en la nutrición acuícola, que es el estudio de la alimentación de los organismos acuáticos de carácter científico y económico, proporcionando información clave para las pesquerías y compañías de alimentos. Su trabajo consiste en el desarrollo de nuevas formulaciones alimenticias para realizar estudios relacionados con la biodigestibilidad de nutrientes. Los objetivos principales de estos estudios son: aplicar estas formulaciones a cultivos con fines de producción de crustáceos, peces, y moluscos para alimentación de humanos, y para mejorar la calidad alimentaria de los animales que son criados en acuarios. Como resultado de sus investigaciones se han dado a conocer los aspectos nutricionales de diversas especies como los camarones peneidos, el Octopus maya rojo del Caribe, róbalo blanco, mero rojo del Caribe, y el pargo canané; estas últimas especies endémicas del Caribe mexicano.

### Proyectos y colaboraciones
Algunos de sus proyectos y colaboraciones han obtenido financiamiento por distintos medios, entre los cuales destacan:
- En 1996 participó en la creación de la infraestructura para el Laboratorio de Ecología y Biología Marina Experimental de la Subdependencia de la Facultad de Ciencias UNAM con sede en Ciudad del Carmen, Campeche, México.
- Financiamiento por UMDI-Sisal para el proyecto titulado Sistemas de Recambio Cero “Bio-Floc Systems” en el crecimiento, nutrición, desempeño reproductivo y aspectos bioquímicos del camarón rosado del Golfo de México Farfantepenaeus duorarum.
- En 2003 diseñó la infraestructura de la Unidad Multidisciplinaria de Docencia e Investigación en Sisal, Yucatán, México.
- Financiamiento para el Programa de fortalecimiento a la enseñanza de la Biología experimental y de campo para la licenciatura de manejo sustentable de zonas costeras otorgado por DGAPA-UNAM, (2006 a 2009).
- Proyecto de ciencia básica titulado Evaluación de la Alimentación y Nutrición del camarón rosado del Golfo de México, F. duorarum, en proceso de domesticación, en la UNAM campus Yucatán, (2008 a 2011).

### Difusión de la ciencia
Además de su carrera científica ha dedicado su tiempo a distintas actividades en areas de la difusión científica. De mayo de 1986 a septiembre de 1988 fue editora de la Revista Ciencias de la UNAM. Así como coordinadora del Centro de Difusión y Apoyo Académico del Departamento de Biología de la Facultad de Ciencias, UNAM en el periodo académico 1987 a 1988. A partir de septiembre de 1994 fungió como secretaria editorial de la Revista de Investigaciones Marinas, publicación coordinada por la Facultad de Ciencias de la UNAM y el Centro de Investigaciones Marinas de la Universidad de La Habana.

## Premios y reconocimientos
En reconocimiento a su destacada labor docente, de investigación y difusión de la ciencia, ha sido acreedora de distintos premios.
- 1994: Medalla Gabino Barreda por sus estudios de doctorado.
- 1994: Tercer lugar en el Premio Nacional de Investigación Oceanográfica.
- 2004: Nivel D en el Programa de estímulos PRIDE de la UNAM, el cual fue renovado en 2014.
- 2017: Miembro del Sistema Nacional de Investigadores nivel III.[13]
- 2020: Reconocimiento Sor Juana Inés de la Cruz .[14]

## Publicaciones destacadas
Cuenta con más de 80 publicaciones científicas entre las cuales destacan:
- Nutrition of Litopenaeus vannamei reared in tanks or in ponds. G Cuzon, A Lawrence, G Gaxiola, C Rosas, J Guillaume. Aquaculture 235 (1-4), 513-551.
- Biofloc technology (BFT): a review for aquaculture application and animal food industry. M Emerenciano, G Gaxiola, G Cuzon. Biomass now-cultivation and utilization, 301-328.
- Metabolism and growth of juveniles of Litopenaeus vannamei: effect of salinity and dietary carbohydrate levels. C Rosas, G Cuzon, G Gaxiola, Y Le Priol, C Pascual, J Rossignyol. Journal of Experimental Marine Biology and Ecology 259 (1), 1-22.
- The effect of dissolved oxygen and salinity on oxygen consumption, ammonia excretion and osmotic pressure of Penaeus setiferus (Linnaeus) juveniles. C Rosas, E Martinez, G Gaxiola, R Brito, A Sanchez, LA Soto. Journal of Experimental Marine Biology and Ecology 234 (1), 41-57.
- Substitution of fish meal with plant protein sources and energy budget for white shrimp Litopenaeus vannamei (Boone, 1931). JA Suárez, G Gaxiola, R Mendoza, S Cadavid, G Garcia, G Alanis. Aquaculture 289 (1-2), 118-123.

Además, ha participado en diferentes comités de árbitros de revistas como: Revista de Investigaciones Marinas, Revista Ciencias Marinas de la UABC, Journal of Worls Aquaculture Society y Revista Hidrobiología. Adicionalmente ha sido revisora de revistas como: Journal of Aquaculture Society, Aquaculture Research, revista Universidad y Ciencia de la UJAT.